# (33782) 1999 RW178
1999 RW178 (asteroide 33782) é um asteroide da cintura principal. Possui uma excentricidade de 0.09967170 e uma inclinação de 4.11957º.
Este asteroide foi descoberto no dia 9 de setembro de 1999 por LINEAR em Socorro.